# Dmitri Fakirianov
Dmitri Fakirianov –en ruso, Дмитрий Факирьянов– (1994) es un deportista ruso que compite en escalada. Ganó una medalla de bronce en el Campeonato Europeo de Escalada de 2020, en la prueba de dificultad.

## Palmarés internacional
| Campeonato Europeo | Campeonato Europeo | Campeonato Europeo | Campeonato Europeo |
| Año                | Lugar              | Medalla            | Prueba             |
| ------------------ | ------------------ | ------------------ | ------------------ |
| 2020               | Moscú (Rusia)      | Medalla de bronce  | Dificultad         |